# Љубовић
Љубовић (високо 101m) је брдо које се налази у јужном делу Подгорице. Брдо се налази на граници градских насеља Забјело и Старе Вароши. Љубовић је такође и један од симбола Подгорице.

## Историја
Пре доласка Турака, на врху брда је постојала црква. За време турске владавине Османлије су на врху Љубовића имали велики земљани шанац, односно ров (брдо тада није било пошумљено) који им је служио за одбрану Подгорице. Након окупације Црне Горе (1941. године), Италијани су на Љубовићу имали шест топова калибра 65mm и још осам мањег калибра. На врху брда (није било шуме) је било неколико већих шатора са више од 100 војника а у подножју је било пет барака са војницима и ратним материјалом. Нешо Станић је писао у Голубу о овом брду.

## Околина
Уз источне падине Љубовића налази се зграда Сеизмолошког завода Црне Горе, а мало северније је спортско стрелиште Љубовић. Недалеко је и хотел Сити, који се пре звао Љубовић. Уз само брдо се налази и један од неколико локалитета, на којима су окупатори, током НОР-а, стрељали око стотину бораца и родољуба, а на том месту је, после рата, уређено спомен-гробље.
Љубовић је, у међувремену, пошумљен, а пре неку годину су уређене стазе за шетаче и постављен најнужнији мобилијар. На врху брда биће изграђен и допунски резервоар питке воде за потребе градског водовода.

## Народна поезија
И Љубовић је, као и још неки омиљени подгорички топоними, опеван у народним песмама, попут оне "Шетајући поред Љубовића, заљуби се цура у младића“.